# Luis Felipe Angell
Luis Felipe Angell de Lama, mais conhecido pelo pseudônimo de Sofocleto (Paita, 14 de abril de 1926 — Lima, 18 de março de 2004) foi um escritor, poeta e humorista peruano.
Sofocleto usou humor para expor sua visão da política, da sociedade e do modo de vida dos seus conterrâneos.